# Muralles de Palau-sator
Muralles de Palau-sator és una obra del municipi de Palau-sator (Baix Empordà) declarada bé cultural d'interès nacional.

## Descripció
El poble de Palau-sator conserva encara suficients elements de l'antiga muralla medieval com per poder seguir-ne el traçat. El recinte murat posseïa dos portals, nord i sud. Aquest darrer és el millor conservat, obert a la part baixa de la «Torre de les Hores». En l'angle sud-oest de la muralla hi ha una torre de planta circular, atalussada a la base i que conserva les espitlleres per a arma de foc. El sector de ponent del recinte, destruït o amagat en part pels habitatges posteriors, presenta restes del parament, amb algunes sageteres rectangulars. A la banda nord es pot observar l'altra sortida del recinte. Al costat hi ha una torre de planta quadrada, segurament l'element més antic del conjunt fortificat de Palau-sator. En aquest mateix sector nord hi ha també un tram de llenç amb espitlleres. Finalment, la part de llevant del recinte, la més modificada, conserva només escassos elements -la base d'una torre i espitlleres-.

## Història
La muralla medieval de Palau-sator es pot datar entre els segles XII-XVI. L'element més antic és la base de la torre del tram nord, que segurament és dels segles XII-XIII. La torre de les Hores pot datar del segle xiv i els elements més tardans són del segle xvi.